# Młody Zawodowiec
Młody Zawodowiec – czasopismo naukowo-techniczne na poziomie popularnym przeznaczone głównie dla młodzieży, wydawane w latach 1935–1939 i 1946–1950. Jego kontynuacją jest „Młody Technik”. Wydawnictwo Sekcji Szkolnictwa Zawodowego i Sekcji Szkolnictwa Dokształcającego Związku Nauczycielstwa Polskiego.
Pierwszy numer ukazał się w Warszawie 3 września 1935 jako tygodnik.